# Another Day in Paradise (chanson)
Pour les articles homonymes, voir Another Day in Paradise.
Singles de Phil Collins
Two Hearts
(1988) I Wish it Would Rain Down
(1990)
Pistes de ...But Seriously
I Wish it Would Rain Down Heat on the Street
Another Day in Paradise est une chanson de Phil Collins sortie en tant que premier single de l'album ...But Seriously le 9 octobre 1989 aux États-Unis. Tout comme la chanson de Genesis, Man on the Corner, Another Day in Paradise  est écrite pour sensibiliser au problème des sans domicile fixe c'est pourquoi la chanson n'a pas un rythme aussi dance et pop que celles de l'album précédent No Jacket Required sorti en 1985. La chanson devient numéro 1 dans de nombreux pays et celle qui aura le plus de succès. Les producteurs, Phil Collins et Hugh Padgham, gagnent un Grammy Award de la chanson de l'année en 1991 mais également un Brit Award du meilleur single britannique en 1990.

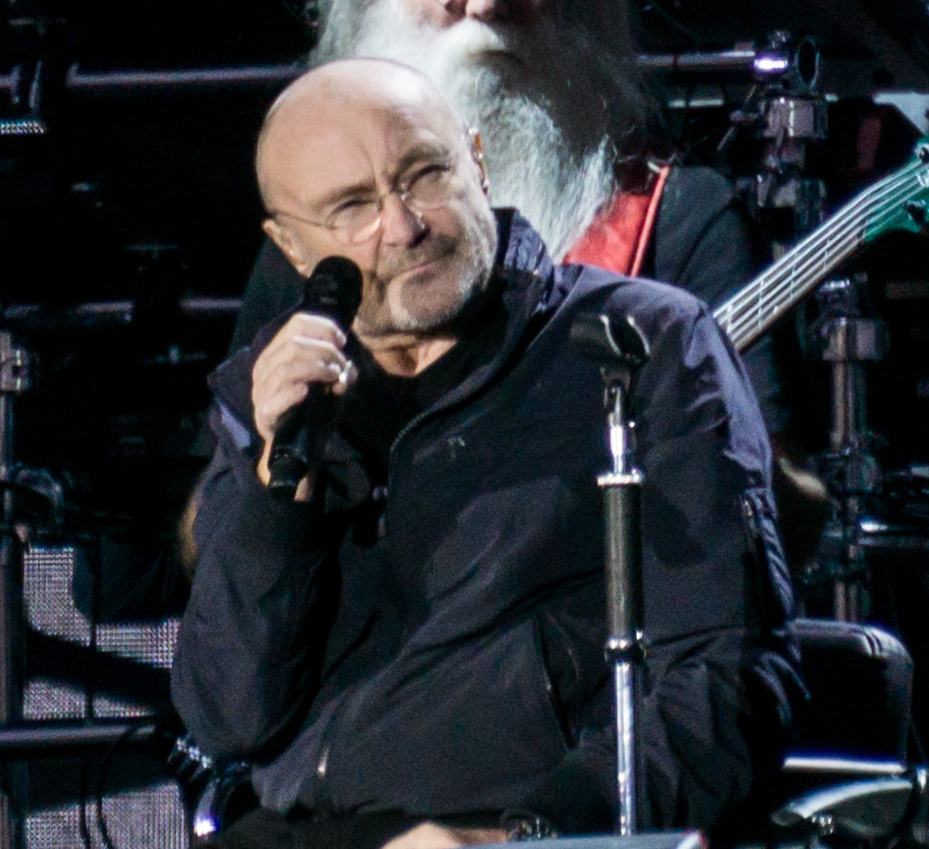
Phil Collins

La chanson est également placée en 86e position sur la liste des meilleures chansons de tous les temps selon Billboard (Billboard's Greatest Songs of all time).

## Historique
La chanson est un véritable succès pour Phil Collins, le 23 décembre 1989 : elle devient le 7e single à se placer en tête des charts aux États-Unis. Elle termine également aussi première de l'année 1989 aux États-Unis et reste numéro 1 pendant quatre semaines en 1990 : de ce fait, elle est parfois classée comme tube des années 1990 également, c'est le cas également dans les charts allemands. Elle atteint la 2e place au Royaume-Uni en novembre 1989.
La version single est légèrement différente de la version de l'album dont l'intro est plus longue. David Crosby y fait les chœurs. On y retrouve aussi le guitariste argentin Dominic Miller qui collabore avec Sting depuis 1990 et il apparait sur l'album The Soul Cages sorti en 1991, il est devenu son guitariste attitré depuis.
Le vidéoclip met en vedette Phil Collins chantant dans un décor sombre entrecoupés d'images d'immigrants, d'afro-américains et des gens de la rue pour lancer le message de la chanson.

## Musiciens
- Phil Collins : chant, claviers, batterie
- David Crosby : chœurs
- Dominic Miller : guitare
- Leland Sklar : basse

## Liste des titres
Liste des formats et des titres des singles de Another Day in Paradise.
- Single

1. Another Day in Paradise (album version) – 5: FTG PATES

- CD Maxi single

1. Another Day in Paradise – 5:22
2. Saturday Night and Sunday Morning – 1:25
3. Heat on the Street — 3:59

- Album

1. Another Day in Paradise – 4:48
2. Heat on the Street – 3:59

### Charts
| Chart (1989–1990)                      | Meilleure position |
| -------------------------------------- | ------------------ |
| Allemagne (Media Control AG)           | 1                  |
| Australie (ARIA)                       | 11                 |
| Autriche (Ö3 Austria Top 40)           | 2                  |
| Belgique (Flandre Ultratop 50 Singles) | 1                  |
| Canada RPM                             | 1                  |
| États-Unis (Hot 100)                   | 1                  |
| États-Unis (Adult Contemporary)        | 1                  |
| États-Unis (Mainstream Rock)           | 7                  |
| Europe Eurochart Hot 100               | 1                  |
| France (SNEP)                          | 8                  |
| Irlande (IRMA)                         | 2                  |
| Italie FIMI                            | 1                  |
| Norvège (VG-lista)                     | 1                  |
| Nouvelle-Zélande (RMNZ)                | 5                  |
| Pays-Bas (Single Top 100)              | 1                  |
| Royaume-Uni (UK Singles Chart)         | 2                  |
| Suède (Sverigetopplistan)              | 1                  |
| Suisse (Schweizer Hitparade)           | 1                  |

| Charts de fin d'année (1990) | Position |
| ---------------------------- | -------- |
| U.S. Billboard Hot 100       | 7        |

## Récompenses
- Grammy Award de la chanson de l'année en 1991[2]
- Brit Award du meilleur single britannique en 1990 : les auditeurs de l'émission de radio présentée par Simon Mayo sur BBC Radio 1 élisent la chanson meilleur single de l'année 1990[3].

## Reprises
- En 1990, six mois après la sortie du single de Phil Collins, Jam Tronik sort un single contenant une reprise de Another Day in Paradise qui atteint la 19e position dans les charts anglais UK Singles Chart[24]. Cette reprise est également présente sur le volume 17 de la compilation Now That's What I Call Music! au Royaume-Uni.
- En 1990, la chanson est interprétée par l'Orchestre symphonique de Londres sur son album Soft Rock Symphonies, Vol. II[25].
- En 1992, Hank Marvin fait une version instrumentale de la chanson sur son album solo Into the Light.
- Le groupe hommage allemand Still Collins, formé en 1995, incorpore régulièrement la chanson dans son répertoire de concert[26],[27],[28]. Elle figure également sur ses albums Ballads And Love Songs Live (2006)[29] et Live 2006 (2008)[30]
- En 2001, la chanson est reprise par Brandy en Ray J sur l'album d'hommage à Phil Collins Urban Renewal[31].
- En 2003, la chanson est reprise par le groupe de rock indépendant Copeland sur son EP Know Nothing Stays the Same.
- En 2004, la chanson est interprétée dans la saison 4 de Australian Idol par Jessica Mauboy.
- En 2005, la chanson est reprise par le groupe de rock coréen Jaurim sur son album de reprises Cheongchunyaechan (Viva the Youthness).
- En 2006, la chanson est reprise par le groupe de dance Supafly sous le titre Moving too fast.
- En 2007, la chanson est reprise par le groupe de ska punk Reel Big Fish sur son album Monkeys for Nothin' and the Chimps for Free.
- En 2008, la chanson est reprise par le groupe de musique chrétienne contemporaine Big Daddy Weave sur son album What Life Would Be Like.
- En 2008, la chanson est chantée dans la saison 7 de American Idol par David Archuleta.
- En 2011, la chanson est reprise par Les Enfoirés, en français, sous le nom d'Un jour de Plus au Paradis.
- En 2011, Ray Wilson, qui avait remplacé Phil Collins comme chanteur de Genesis entre 1998 et 1999, reprend la chanson sur ses albums Stiltskin Vs.Genesis[32] et Genesis Classic (Live In Poznań)[33].
- En 2017, la chanson est reprise par Saratoga en français (sous le nom d'Un autre jour au paradis) dans le cadre de l'émission Tandem sur ICI Radio-Canada Première.
- En 2019, le groupe de rap français 4Keus reprend la mélodie du morceau de Phil Collins sur son single Paris la nuit
- En 2020, la chanson est chantée dans la saison 9 de The Voice France par Abi
- En 2024, Guy2bezbar et Tayc reprennent la mélodie du morceau de Phil Collins pour leur single Coco.
- En 2025, la chanson est reprise par JOYNER et Cat vs Cat pour la série Paradise sur Disney+[34].
- En 2025, la chanson est reprise par DJ Snake et Bipolar Sunshine pour le single Paradise, issu de l'album Nomad.

## Version de Brandy et Ray J
Singles par Brandy
Never Say Never
(2000) What About Us?
(2002)
Singles par Ray J
Thats Why I Lie
(1998) Wait a Minute
(2001)
Après le dernier épisode de la sitcom américaine Moesha en 2001, Brandy et son frère Ray J retournent en studio enregistrer une reprise de Another Day in Paradise pour un album hommage à Phil Collins Urban Renewal sorti en 2001. Le single est produit par Guy Roche et sort en tant que single phare. Il entre dans le top 10 en Autriche, Allemagne, Suède, Suisse, Belgique, Norvège, Irlande, Pays-Bas et au Royaume-Uni, recevant un disque d'or en Allemagne et en Suisse, et disque d'argent en France. En 2002, la chanson est incluse dans la version européenne de l'album de Brandy Full Moon.

### Liste des pistes
Liste des formats et des pistes des singles de la version de 2001 de Another Day in Paradise.
- CD-Maxi single

1. Another Day in Paradise (R&B-Version) – 4:32
2. Another Day in Paradise (Stargate Mix) – 4:19
3. Another Day in Paradise (Stargate Classic Club) – 4:22
4. Another Day in Paradise (Knee Deep Remix) – 6:28
5. Another Day in Paradise (Black Legend VS. J-Reverse Club Mix) – 7:54

- CD single

1. Another Day in Paradise (R&B-Version) – 4:32
2. Another Day in Paradise (Stargate Mix) – 4:19

- The Remixes - 12 maxi

1. Another Day in Paradise (Knee Deep Remix) – 6:28
2. Another Day in Paradise (Black Legend vs. J-Reverse Club Mix) – 7:54

### Charts
| Chart (2001)                            | Meilleure position |
| --------------------------------------- | ------------------ |
| Allemagne (Media Control AG)            | 2                  |
| Australie (ARIA)                        | 11                 |
| Autriche (Ö3 Austria Top 40)            | 5                  |
| Belgique (Flandre Ultratop 50 Singles)  | 9                  |
| Belgique (Wallonie Ultratop 50 Singles) | 7                  |
| Danemark (Tracklisten)                  | 6                  |
| France (SNEP)                           | 11                 |
| Irlande (IRMA)                          | 4                  |
| Norvège (VG-lista)                      | 4                  |
| Nouvelle-Zélande (RMNZ)                 | 29                 |
| Pays-Bas (Single Top 100)               | 6                  |
| Royaume-Uni (UK Singles Chart)          | 5                  |
| Suède (Sverigetopplistan)               | 4                  |
| Suisse (Schweizer Hitparade)            | 3                  |

## Source
- (en) Cet article est partiellement ou en totalité issu de l’article de Wikipédia en anglais intitulé « Another Day in Paradise » (voir la liste des auteurs).